# آتیلا رپکا
آتیلا رپکا (مجاری: Repka Attila؛ زادهٔ ۱۰ ژانویهٔ ۱۹۶۸) کشتی‌گیر اهل مجارستان بود.